# 哈尔德格
哈尔德格是奥地利下奥地利州霍拉布伦县的一个市镇。总面积93.28平方公里，总人口1456人，人口密度15.6人/平方公里（2005年）。